# Guilty Pleasure (Mia Dimšić)
Guilty Pleasure è un singolo della cantante croata Mia Dimšić, pubblicato il 20 febbraio 2022 su etichetta discografica Croatia Records.

## Descrizione
Il 17 dicembre 2021 è stato confermato che con Guilty Pleasure Mia Dimšić avrebbe preso parte a Dora 2022, il programma di selezione del rappresentante della Croazia all'Eurovision Song Contest. In occasione dell'evento, che si è svolto il 19 febbraio, la cantante è risultata la vincitrice sia del voto della giuria che del televoto, diventando di diritto la rappresentante croata a Torino. Nel maggio successivo Mia Dimšić si è esibita durante la prima semifinale della manifestazione europea, dove si è piazzata all'11º posto su 17 partecipanti con 75 punti totalizzati, non riuscendo a qualificarsi per la finale. È risultata la preferita dal televoto in Slovenia.

## Tracce
Testi e musiche di Mia Dimšić, Vjekoslav Dimter e Damir Bačić.
1. Guilty Pleasure – 3:02